# Uitgeverij Huis Clos
Uitgeverij Huis Clos was een Nederlandse uitgeverij, actief tussen 1986 en 2017.

## Geschiedenis
Uitgeverij Huis Clos werd in 1986 opgericht als private press. De eerste publicaties verschenen in kleine oplage, ze werden met de hand gezet en gedrukt in boekdruk en/of zeefdruk. Vanaf nummer 7 werd digitaal opgemaakt en in offset gedrukt. Pioniers van het eerste uur waren initiator en ontwerper Piet Gerards en boekbinder Jo Linssen. Neerlandicus Ben van Melick (redactie) en Willem van de Wetering (pr/fondsenwerving) sloten later aan. Huup Offermans onderhield de website.
Aanvankelijk was de uitgeverij gelieerd aan uitgeverij Gerards & Schreurs (Maastricht) en ontwerpstudio Piet Gerards Ontwerpers (Heerlen/Amsterdam). Van 1995 tot de opheffing in 2017 was Huis Clos een stichting, eerst gevestigd in het Zuid-Hollandse Oude Tonge en later in het Limburgse Rimburg. Huis Clos werkte zonder winstoogmerk; uitgangspunt was dat elke uitgave de volgende financiert. Kostbaarder producties werden mogelijk gemaakt via intekenacties en fondsenwerving.
In 2017 werd de uitgeverij opgeheven.

## Uitgaven
Bij uitgeverij Huis Clos verschenen in totaal 69 publicaties. Ze bestreken de terreinen van de literatuur, beeldende kunsten, muziek, theater/film en grafische vormgeving. Enkele titels per categorie:
Literatuur
- Reve, Gerard (2003), De das in het bos. Een sprookje zonder moraal / The badger in the forest. A fairy-tale without a moral / Der Dachs im Wald. Ein Märchen ohne Moral / Le blaireau dans le forêt. Un conte sans morale. ISBN 978-90-76117-10-2
- Herberghs, Leo (2009), Dit (gedichten) / Dat (proza). ISBN 90-79020-05-2
- Oegema, Jan (2009), Ziek van de zee. Paul van Ostaijen en de mystiek. ISBN 90-79805-01-7
- Majakovski, Vladimir (2012), Voor de stem.
- Mengelberg, Misha (2012), Enkele regels in de dierentuin. ISBN 978 90 79020 14 0

Beeldende kunsten
- Lesman, Karol (2000) Het reglement van de portrettenfirma S.I. Witkiewicz. ISBN 90-79020-99-7
- Tummers, Nic. (2005), Constant 1920-2005. Een nabestaan. ISBN 90-76117-12-8
- Heezen, Henriëtte (2009) Ine Schröder. ISBN 90-76020-06-5
- Offermans, Cyrille (2015) Toon Teeken. The Photobooks/De fotoboeken. ISBN 90-79020-33-1

Muziek en theater
- Frusch Jos & Steen van der, Paul (2011), Echo van de twintigste eeuw. Ensemble Contraint (1979-1999). ISBN 90-79020-11-9
- IJpma, Ben & Melick van, Ben (2013), Ik ben een gemankeerde saxofonist. Lucebert & Jazz. ISBN 90-79020-21-8
- Berg van den, Erik red. (2015), Worp en wederworp. 26 interviews met Misha Mengelberg. ISBN 90-79020-30-0
- Hamans, Camiel & Hin, Kees (2013) Theater Levano. Een film en een boek over Chaim Levano. ISBN 90-79020-19-5

Grafische vormgeving
- Tschichold, Jan (1988, 1996), 10 veelvoorkomende blunders bij de boekproductie. ISBN 90-76117-02-0
- Themerson, Stefan (1998) Kurt Schwitters on a Time Chart. ISBN 90-76020-07-1
- Lentjes, Ewan & Hoeks, Henk (2010) Leo de Bruin, typograaf. ISBN 90-76020-09-6
- Huygen, Frederike (2010) Complot rond een vierkant. De goodwilluitgaven van Drukkerij Rosbeek (1969-2006). ISBN 90-76020-07-2

## Vormgeving
In haar vormgeving kenmerken de boeken van Uitgeverij Huis Clos zich door doelgericht gebruik van typografie. “De boeken zijn veelal samengesteld uit niet meer dan een handvol verschillende lettertypes, waarvan sommige nauw verwant zijn in stijl. Enerzijds zijn er de klassiekers: Garamond (nauw verwant aan Sabon), Bembo en Caslon. Stevige letters, typografische werkpaarden, veelgebruikte letters. Niets ongewoons. Aan de andere kant de Nederlandse lettertypes van de 20e eeuw; Jan van Krimpen (Monotype Spectrum, Haarlemmer) en de ontwerpers van Gerards eigen generatie met hun lettertypes: Quadraat (Fred Smeijers), Scala (Martin Majoor), Caecilia (Peter Mattias Noordzij).
Voor Gerards is het lettertype geen zelfstandig ontwerpmiddel. Het moet ondergeschikt zijn aan de tekst en het ontwerp. Hij houdt er niet van wanneer de individuele vormen van een lettertype zich opdringen. Hij gebruikt ‘zijn’ lettertypes – sober, formeel streng en strak in het gelid – omdat ze overeenkomen met zijn boekvormgeving. Fonts zonder opsmuk, fonts die dienen en die op de achtergrond blijven, fonts waarvan de schoonheid pas op het tweede gezicht waarneembaar wordt. Sobere typografie met droge humor en met verrassingen die niet op formeel, maar op inhoudelijk vlak ontvlammen.”

## Prijzen
Veertien uitgaven werden een of meerdere keren bekroond:
- Best Verzorgd Boek (11 x)
- Mooi Marginaal (8 x)
- Ehrendiplom Schönste Bücher aus aller Welt
- Shortlist Dutch Design Awards
- Premier Award International Society of Typographic Designers (ISTD)